# حق الحجز
حق الحجز في القانون وفي الاقتصاد (بالإنجليزية: lien) يسمح القانون المدني بان يحجز الدائن على أحد ممتلكات أو عدة ممتلكات المدين بغرض الحفاظ على حقوقه، حيث تأخر المدين على تسديد الدين أو التزام آخر. ويسمى المدين في هذه الحالة المحجوز عليه lienor.
ويضمن القانون المدني هذا الحق للدائن لتحقيق العدالة الاجتماعية، وقد يكون حق الحجز متعاقد عليه بين الطرفين المتعاقدين، أو لا يكون هناك اتفاق بينهما على ذلك. إلا أن القانون يسمح للدائن التقدم إلى محكمة في طلب الحجز على المدين ولا بد أن يحكم قاضيا بإجراء الحجز .

## اقرأ أيضاً
- قرض بضمان إضافي
- ضمان إضافي
- معدل الفائدة الإسمية
- معدل الفائدة الفعلية
- مردود الاستثمار
- الحد الأدنى للعائد
- مركز مربح
- مركز تكلفة
- مركز استثماري
- نظارة الحسابات
- تخصيص الأموال
- حجم الأعمال (اقتصاد)